# Битва при Эдессе
Битва при Эдессе — битва между армиями Римской империи императора Валериана и войсками Сасанидской империи шахиншаха Шапура I, состоявшаяся в 260 году у города Эдессы. В этой битве римляне потерпели поражение и был пленён императора Валериан.

## Предыстория
До сражения отряды персидского царя Шапура I несколько раз глубоко проникали на римскую территорию и разграбили Антиохию в Сирии в 253 или 256 году. Для того, чтобы остановить персов и отомстить, император Валериан собрал большую армию, которая включала римских преторианцев, и отправился на Восток. Ему удалось в начале отбить Сирию. Затем он дошёл до Эдессы, где встретился с основной персидской армией под начальством Шапура I.

## Сражение
После незначительных стычек с персидскими войсками началась главная битва, о деталях которой в источниках почти не сохранилось сведений. Но результат сражения известен: Шапур I победил и пленил императора Валериана наряду со многими другими римскими высокопоставленными должностными лицами. Из 70 тысячной римской армии уцелела лишь малая часть. Персы понесли незначительные потери.

## Последствия
Некоторые учёные утверждают, что Шапур послал Валериана и некоторых пленных из его армии в город Вишапур, где они жили в относительно хороших условиях. Другие источники, например, Зосим, сообщают, что Валериан был взят в плен вместе с большой частью армии в результате предательства во время переговоров. По словам Лактанция, Шапур унижал Валериана, используя бывшего императора в качестве стула-подставки, когда садился верхом на лошадь. Эта сцена унижения пленного римского императора Шапуром изображена в знаменитом скальном рельефе в Накше-Рустам. Уничтожение персами почти всей римской армии лишило центральную власть военной силы и стало катализатором для целого ряда восстаний в провинциях. Эти восстания привели к временному распаду Римской империи на ряд частей, самой крупной из которых была Галльская империя, просуществовавшая с 260 по 274 годы.